# Las sirenas de Titán
Las sirenas de Titán es el nombre de una novela de ciencia ficción escrita por Kurt Vonnegut en 1959, en plena Edad de Oro de la Ciencia ficción. 

## Argumento
«Ahora todos saben cómo encontrar el sentido de la vida dentro de uno mismo. Pero la humanidad no siempre fue tan afortunada. Hace menos de un siglo los hombres y las mujeres no tenían fácil acceso a las cajas de rompecabezas que llevan dentro.»
Así comienza Las sirenas de Titán. Lejos del estilo pulp habitual en la ciencia ficción de la época, esta novela difiere en estilo y en objetivo, con una mirada crítica e irónica del mundo del dinero y de la religión, así como de reflexión sobre la falta de libre albedrío, o al menos de la incapacidad del ser humano de decidir su futuro haciendo uso del razonamiento y dominando los impulsos reflejos que condicionan sus actos. Vonnegut plantea también una crítica a la sociedad por seguir sin reflexión a los líderes de turno y su perseverancia en autodestruirse.
La novela está organizada alrededor de varios relatos independientes entrelazados, lo que aumenta la sensación de intemporalidad, adecuada al argumento del viaje en el tiempo y acentuando el mensaje de que todo está unido y relacionado. Vonnegut ofrece una visión pesimista donde la historia de la Humanidad es manipulada por una civilización extraterrestre proveniente del planeta Tralfamadore, con el único propósito de hacer llegar un repuesto para la averiada nave de uno de sus emisarios, Salo, quien se ve obligado a aterrizar en Titán, la luna de Saturno en la remota prehistoria. 
Los acontecimientos históricos se suceden de manera que en el siglo XXI, el multimillonario Winston Niles Rumfoord, junto a su perro Kazak, caen con su nave espacial privada en una singularidad espaciotemporal denominada "infundibulum crono-sinclástico". Ese lugar del espacio está curvado hacia todos los lugares posibles del tiempo y del espacio, por lo que Rumfoord tiene la capacidad de estar siempre en todos los lugares, y ver el pasado y el futuro con claridad, una especie de semidiós. Así, Rumfoord llega a crear una religión: la "Iglesia del Dios Indiferente", donde él mismo es el máximo profeta del único Dios verdadero. A lo largo de la novela la esposa de Rumfoord, Beatrice, el millonario Malachi Constant y el hijo de estos dos, Crono, son forzados a vivir múltiples acontecimientos en contra de su voluntad, siendo protagonistas, por ejemplo, de la invasión de la Tierra por la Armada Marciana, organizada por el propio Rumfoord, los que tienen como único objetivo hacer llegar a Salo la pieza de repuesto. 
La crítica visión que tiene Vonnegut del Universo es expuesta con un ácido sentido del humor, característico de este autor.